# جکسون (وایومینگ)
جکسون(به انگلیسی: Jackson) شهری در ایالت وایومینگ کشور ایالات متحده آمریکا است که جمعیت آن در سرشماری سال ۲۰۱۰ میلادی، ۹٬۵۷۷ نفر بوده‌است.